# 小德营子乡
小德营子乡，是中华人民共和国辽宁省葫芦岛市建昌县下辖的一个乡镇级行政单位。

## 行政区划
小德营子乡下辖以下地区：
腰营子村、新立屯村、大石桥村、杜杖子村、公立亨村、贾家屯村、冷家店村、一间楼村、高杖子村和东大门村。